# ربيع بحر صافي
ربيع بحر صافي هو ممثل وممثل صوت لبناني.

## فيلموغرافيا

### أفلام
- المشهد الأخير. 2005
- أرض الطف. 2007

### أدوار الدبلجة
- إد، إدد وإدي - إدي (الصوت الثاني)
- السيد المسيح - برنابا
- أصحاب الكهف
- جوني برافو - جوني برافو
- المختار الثقفي
- وقت المغامرة - أميرة الفضاء الوعر (الصوت الأول)، بيلي (الصوت الأول) + ادوار إضافية
- يوسف الصديق - أخناتون
- جوجو بطل الحكاية - اب جوجو

## وصلات خارجية
- ربيع بحر صافي على موقع IMDb (الإنجليزية)